# Helicoconis (Fontenellea) beata
Helicoconis (Fontenellea) beata is een insect uit de familie van de dwerggaasvliegen (Coniopterygidae), die tot de orde netvleugeligen (Neuroptera) behoort. 
Helicoconis (Fontenellea) beata is voor het eerst wetenschappelijk beschreven door Sziráki in 1997.